# St. Johns, Newfoundland, and Its Surroundings
St. Johns, Newfoundland, and Its Surroundings è un cortometraggio muto del 1912. Il nome del regista non viene riportato nei credit del film, un breve documentario di 67 metri.

## Trama
Trama di Moving Picture World synopsis in (EN)  su IMDb

## Produzione
Il film fu prodotto dalla Edison Company. Venne girato in Canada, a St. John's, Newfoundland, Terranova e Labrador.

## Distribuzione
Distribuito dalla General Film Company, il film - un documentario di 67 metri - uscì nelle sale cinematografiche degli Stati Uniti il 13 gennaio 1912. Nelle proiezioni, veniva programmato con il sistema dello split reel, accorpato in un'unica bobina con un altro cortometraggio prodotto dalla Edison, il thriller A Question of Seconds.